# 本沢ダム
本沢ダム（ほんざわダム）は、神奈川県相模原市緑区にあるダムである。

## 概要
相模川総合開発共同事業として城山ダム建設とそれにともない公営電気事業として唯一の純揚水発電所である城山発電所の上池として夜間に貯水するため1965年（昭和40年）に当時の津久井郡城山町に建設された。
土砂や岩石を73メートルの高さに積み上げて築いた中央土質遮水壁型（センターコア型）ロックフィルダムであるが、堤体表面に草が生い茂っており、アースダムの様相を呈している。
ダム堤体北側には境川への放水路があるが、非常用の洪水吐（増水時の自然越流による自由越流式）であり、人為的な放流を行うことはできない。したがって、ダム湖は実質的に境川の水源にはなっていない。

### 本沢調整池（城山湖）
ダム湖は神奈川県企業庁が運営する揚水発電所（城山発電所）の上池として利用されている。正式名称は本沢調整池（ほんざわちょうせいち）であるが、通称が城山湖（しろやまこ）であるため、下池の城山ダムのダム湖（津久井湖）としばしば混同される。城山発電所は電力需要の少ない夜間に、各発電所で発生する余剰発電分の電力を使用して下池の津久井湖より約170m高い城山湖へ水をくみ上げておき、電力を必要とする時間帯に東京電力の要請により津久井湖に放流して発電している。そのため、昼夜の水位変動が激しい。
以前は、7月から8月の電力需要期に7日間程度の稼働が見られていたが、2018年は猛暑のため23日間の稼働を記録した。稼働する時間帯は、太陽光発電量の増加に伴い日中から夕方に移行しつつある。
堤頂部分を含め湖の周囲は遊歩道になっているが、設けられた柵によって湖岸への立ち入りは制限されている。
生活排水流入による水質汚濁が問題となっている津久井湖の水がくみ上げられているため、城山湖もまた汚染が著しい。

## 交通アクセス
国道413号の都井沢交差点から市道を北進した先にある。城山発電所の構内を抜けて坂道を登れば、途中に加藤武雄文学碑があり、城山湖を臨む高台の駐車場に着く。夕方5時には入口の門が閉まる。
路線バスを利用する場合は、橋本駅または相原駅から神奈川中央交通のバスで、ダム東側に位置する「大戸」バス停が最寄りとなる。2006年6月までは京王バスが高尾駅南口から本沢ダム行きのバスを運行していた（停留所は大戸の少し手前に設置）

## ギャラリー

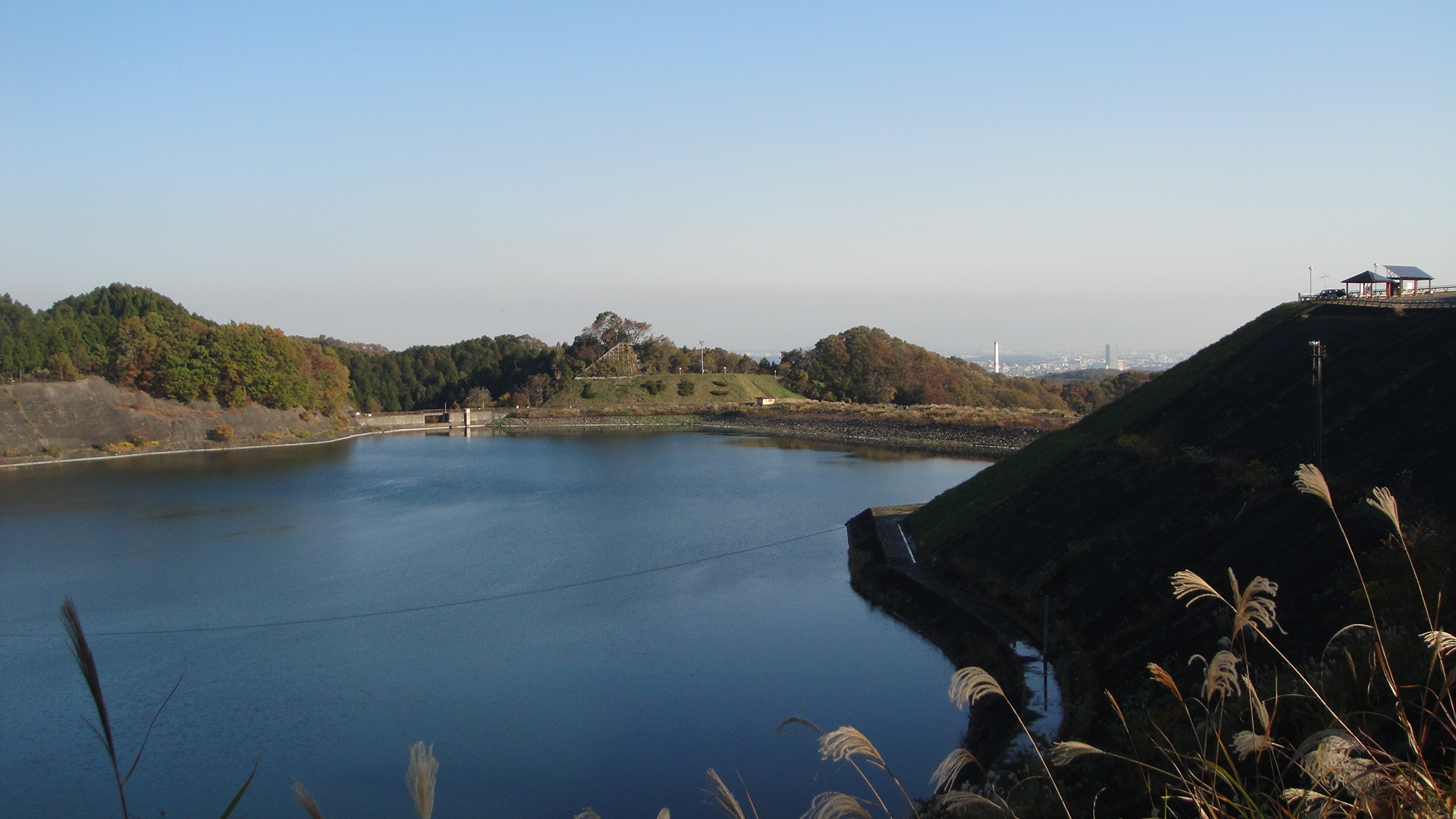
本沢調整池（城山湖）
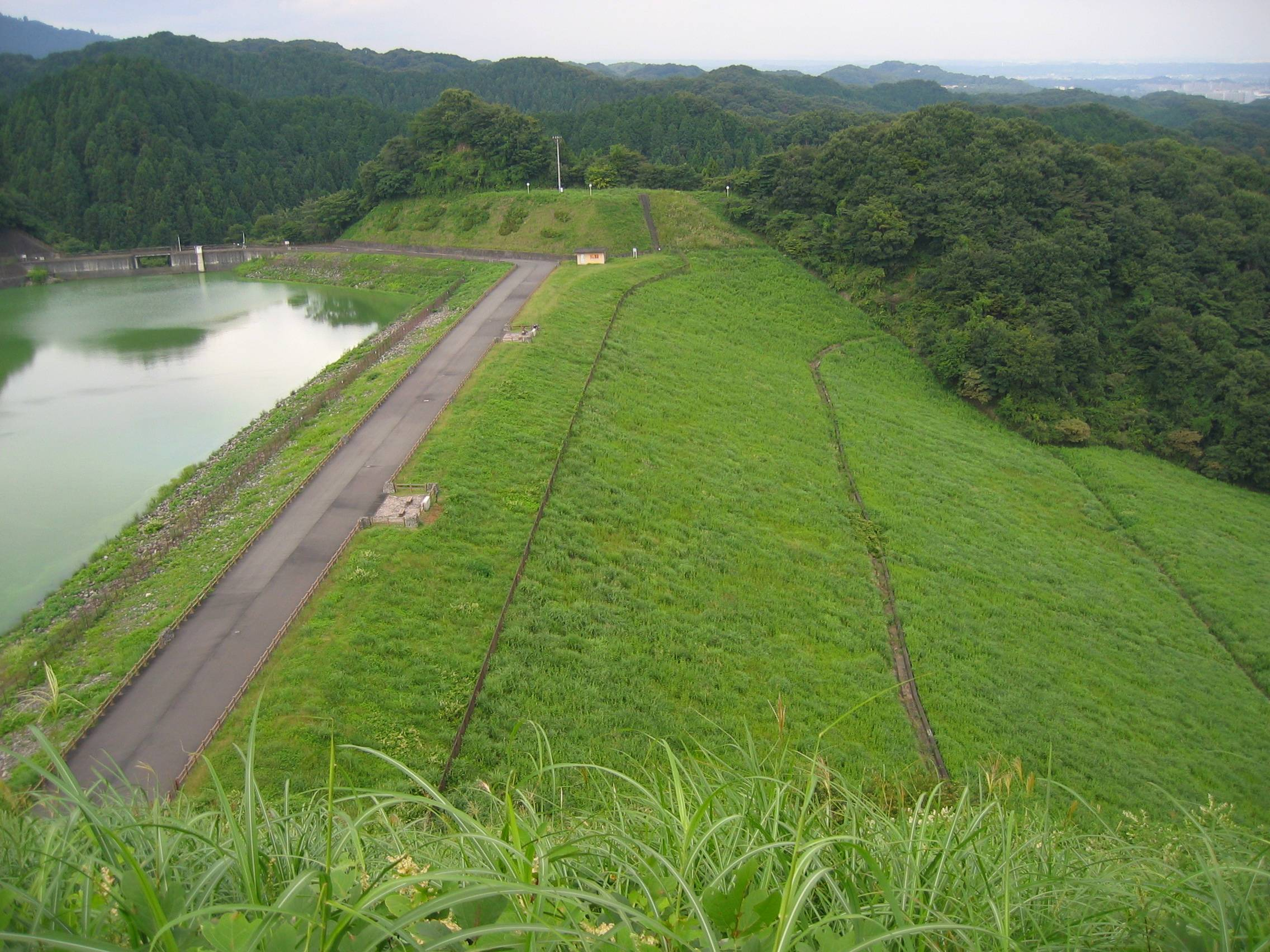
右岸展望台より。一面を草で覆われた堤体に見える横筋は排水路。天端はアスファルト舗装された歩道になっている。左岸の小高い丘にはひらがなで「しろやまこ」とある。
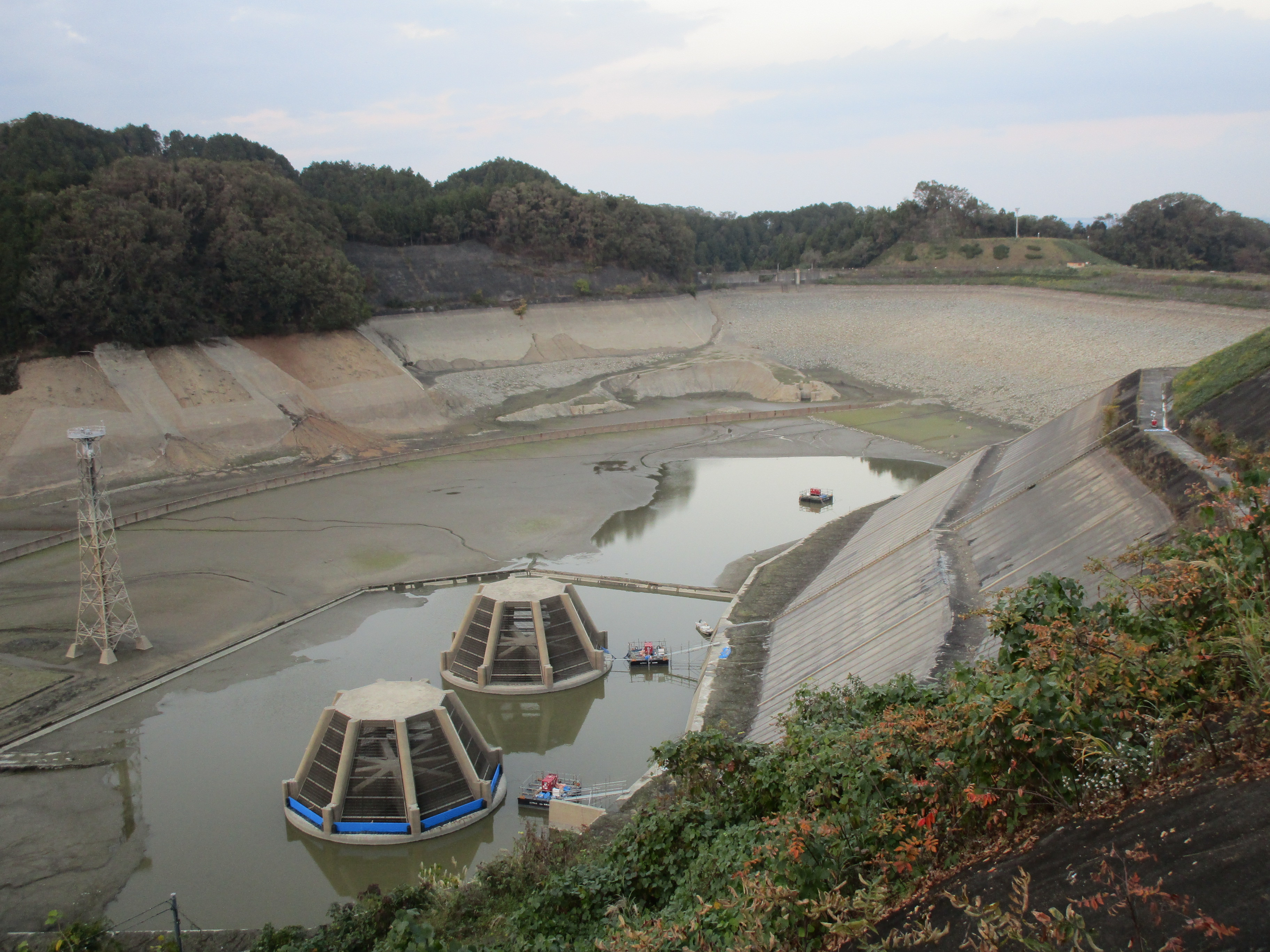
揚水発電の湖である城山湖が、10年に１度施設点検のため湖の水を抜いている風景[2]。